# HIROSHIMA GO!GO!
HIROSHIMA GO!GO!（ヒロシマ ゴーゴー）は、日本の女性アイドルグループ。STUDIO MAPLEに所属する5.5期メンバーによりご当地アイドルとして結成され、広島市を拠点に地域密着型の活動を展開した。通称は「ごーごーちゃん」。2020年に解散した。
結成当初は、MAPLEZ、GINGANEKOのメンバー候補生として活動していた。

## 来歴
- 2016年10月6日、STUDIO MAPLEに所属する5.5期メンバーによって結成。
- 2018年4月7日、TIF2018全国選抜LIVE 中国・四国ブロック in OKAYAMA決勝進出。
- 2018年5月5日、1stワンマンライブ『スタア・イン・ザ・フューチャー』開催。
- 2020年1月5日、広島・SECOND CRUTCHでの『エンドレス・サマー・オブ・ラブ』をもって解散。

## メンバー
| 名前                       | 誕生日  | 愛称       | 加入       | カラー |
| -------------------------- | ------- | ---------- | ---------- | ------ |
| 片桐あんず かたぎり あんず | 5月20日 | あんたん   | 2017年2月  | 赤     |
| 高田真有 たかだ まゆう     | 5月8日  | まゆう     | 2017年12月 | 白     |
| 葉月 那宇 はづき なう      | 8月13日 | なうちゃん | 2018年7月  | 水色   |

### 旧メンバー
| 名前                       | 愛称       | 加入         | 卒業・脱退 |
| -------------------------- | ---------- | ------------ | ---------- |
| 原藤ゆうか はらふじ ゆうか | ゆうきゃん | 結成前に脱退 | 2016年9月  |
| 佐々木端 ささき はな       | はなにゃん | 2016年10月   | 2016年10月 |
| 佐藤ようこ さとう ようこ   | よーこ     | 2016年10月   | 2016年10月 |
| 真島美羅 ましま みら       | みらちゃん | 2016年10月   | 2016年10月 |
| 北枝千明 きたえだ ちあき   | ちあき     | 2016年10月   | 2016年10月 |
| 松川さくら まつかわ さくら | ちぇりこ   | 2016年10月   | 2017年3月  |
| 山口瑞貴 やまぐち みずき   | ずっきー   | 2016年10月   | 2017年5月  |
| 三星うみね みつぼし うみね | うみちゃあ | 2017年7月    | 2017年10月 |
| 早乙女もか さおとめ もか   | もかち     | 2017年9月    | 2018年6月  |
| 小川彩菜 おがわ あやな     | あやぽん   | 2016年10月   | 2018年8月  |

## 作品

### シングル
- Lov'n! Lov'n! Princess!!（2019年3月20日、MIR-H001）

### 配信シングル
- エンドレス・サマー・オブ・ラブ（2019年10月21日）

## ライブ
- ワンマンライブ『スタア・イン・ザ・フューチャー』（2018年5月5日、広島・SECOND CRUTCH）
- ワンマンライブ『イミテイション・ゴールド』（2018年10月21日、広島・SECOND CRUTCH）
- ワンマンライブ『ハイアー・ザン・ザ・スカイ』（2019年5月5日、広島・SECOND CRUTCH）
- ワンマンライブ『エンド・オブ・ザ・サマー・オブ・ラブ』（2019年10年22日、広島・SECOND CRUTCH）
- 主催ライブ - 広島・SECOND CRUTCHほか

## 出演

### ネット配信
- ぽるぽるLIVE『ひろしま地下LIVEぶちアゲ↑7↓ダウン』（2018年8月 - 12月、広島ホームテレビ）